# Oneindig verre rechte
De oneindig verre rechte, oneigenlijke rechte of rechte op oneindig is de verzameling van alle punten die aan het euclidische vlak moet worden toegevoegd om ervoor te zorgen dat elke twee niet samenvallende rechte lijnen elkaar in precies één punt snijden. Met de oneindig verre rechte wordt het euclidische vlak uitgebreid tot een projectief vlak.
Bij elke richting van evenwijdige lijnen hoort een punt op de oneindig verre rechte. De punten op die rechte worden oneigenlijke punten (soms ook oneindige punten) genoemd.

## Eigenschappen
- Ten opzichte van een driehoek is elk punt van de oneindig verre rechte isogonaal verwant met een punt op de omgeschreven cirkel en isotomisch verwant met een punt op Steiners omgeschreven ellips.
- Snijdt de lijn {\displaystyle AB} de oneindig verre rechte in een punt {\displaystyle P}, dan is de harmonisch verwante van {\displaystyle P} ten opzichte van {\displaystyle A} en B het midden van het lijnstuk {\displaystyle AB}.
- De oneindig verre rechte is de trilineaire poollijn van het zwaartepunt.
- De oneindig verre rechte staat loodrecht op elke rechte lijn in het euclidische vlak.
- Een kegelsnede kan worden geclassificeerd via het aantal snijpunten met de oneindig verre rechte:
  - een ellips heeft twee imaginaire snijpunten (snijdt de oneindig verre rechte niet);
  - een parabool heeft twee samenvallende snijpunten;
  - een hyperbool heeft twee niet-samenvallende snijpunten.

## Coördinaten
De oneindig verre rechte heeft in homogene coördinaten vergelijking {\displaystyle z=0}, in barycentrische coördinaten de vergelijking {\displaystyle x+y+z=0}, en in trilineaire coördinaten de vergelijking {\displaystyle ax+by+cz=0}.